# Palais épiscopal de Lescar
 (janvier 2015).
Si vous disposez d'ouvrages ou d'articles de référence ou si vous connaissez des sites web de qualité traitant du thème abordé ici, merci de compléter l'article en donnant les références utiles à sa vérifiabilité et en les liant à la section « Notes et références ».
Le palais épiscopal de Lescar est un édifice fortifié, aujourd'hui largement ruiné, qui a servi de résidence aux évêques de Lescar du XIVe siècle jusqu'à sa destruction lors de la Révolution.

## Historique
Un palais épiscopal fortifié et s'intégrant aux remparts de la cité fut édifié au XIVe siècle, non loin de la cathédrale Notre-Dame.
Il fut détruit durant la période révolutionnaire, en 1800.

## État actuel
Son emplacement est aujourd'hui occupé par la place de l'Évêché, et il ne subsiste plus du palais que deux tours.
Du côté ouest, la tour de l'Esquirette, qui jouxte la porte du même nom, où une petite porte donnant sur une salle est encore visible, a peut-être servi de prison.
La tour de l'Évêché, qui se trouve de l’autre côté de la place, était elle aussi intégrée dans les fortifications de la cité.
Les caves du palais sont également conservées et sont aujourd'hui occupées par le musée Art et Culture de Lescar.

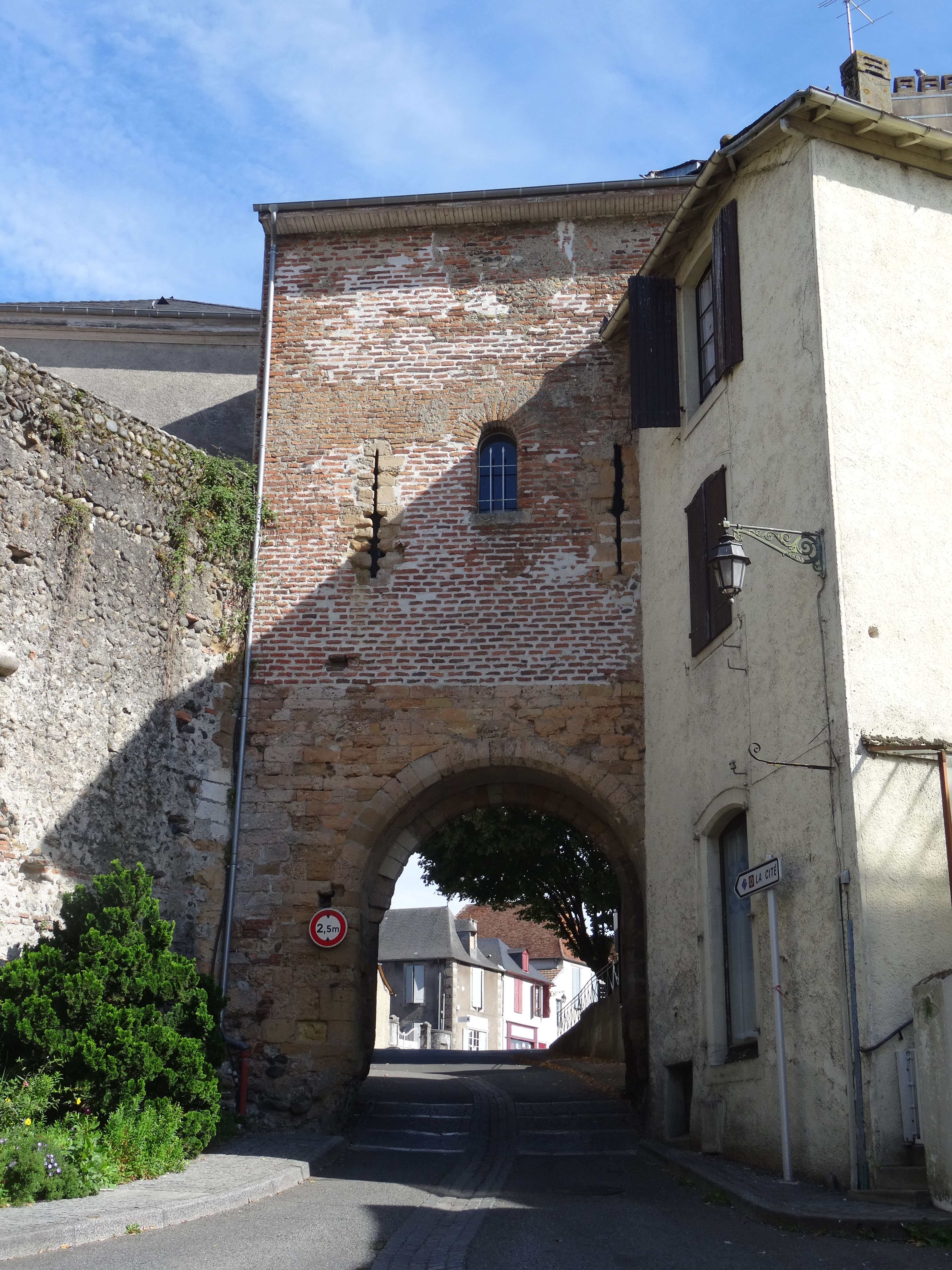
Porte de l'Esquirette
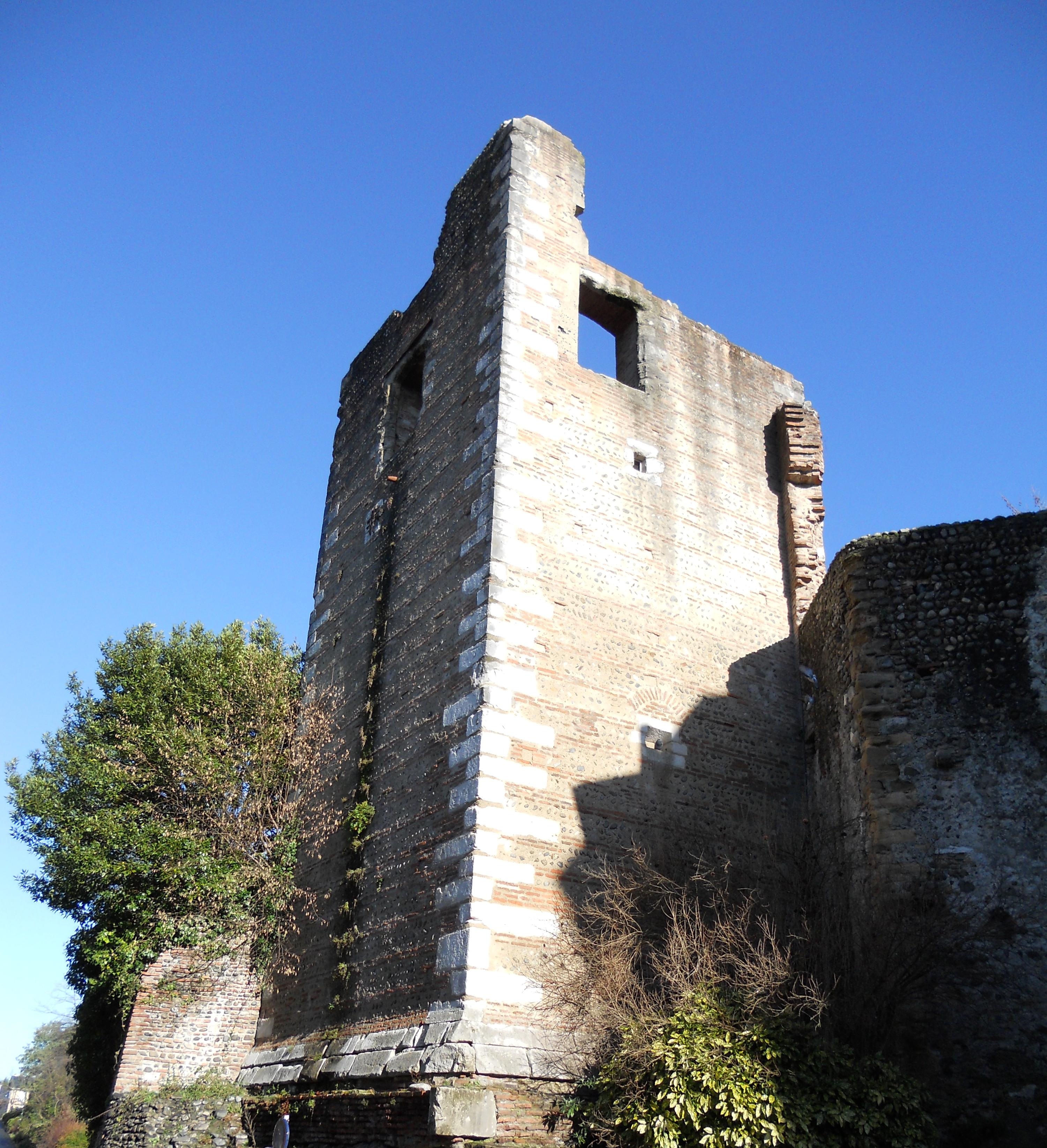
Tour de l'Esquirette
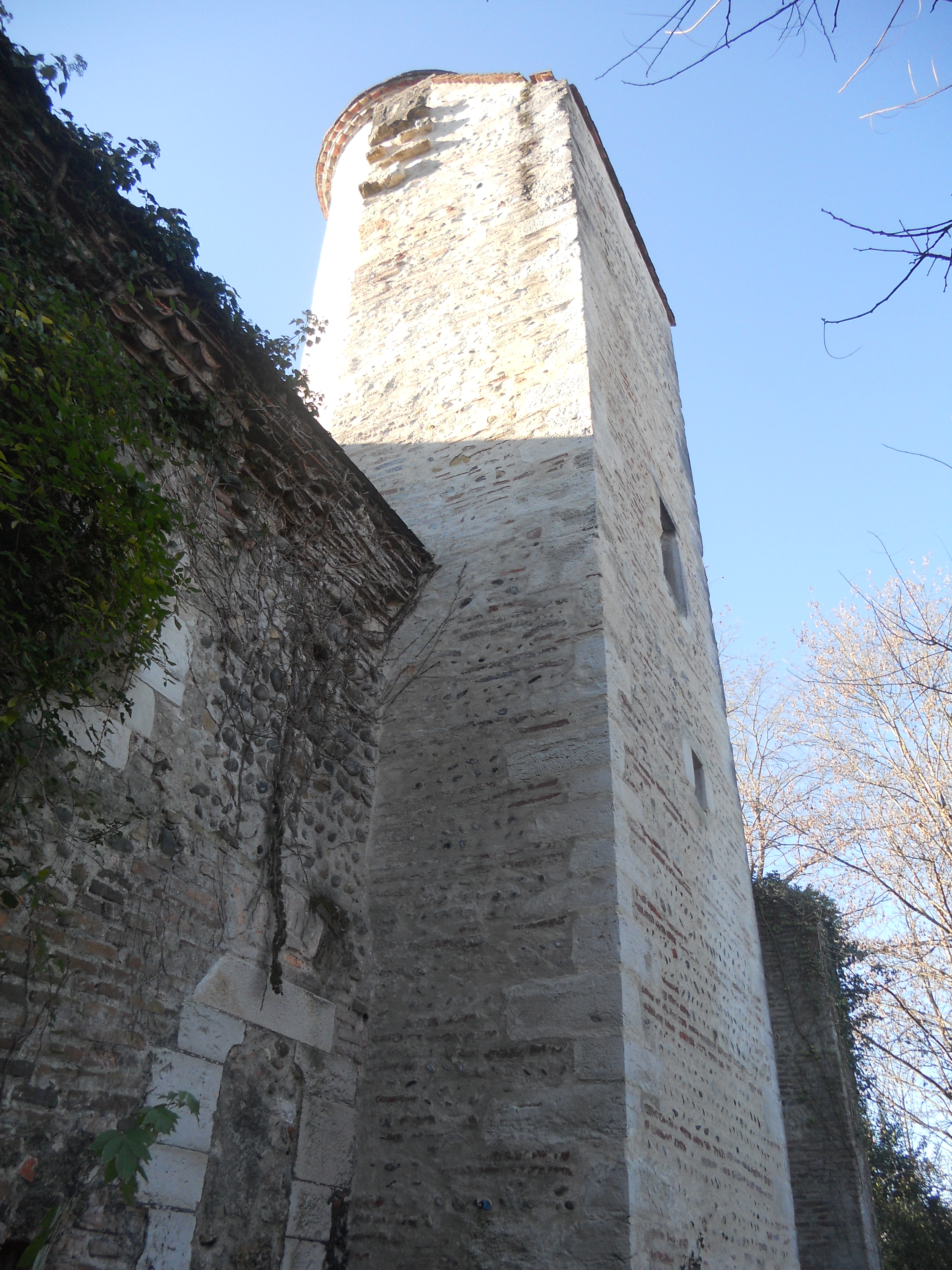
Tour de l'Évêché